# Corinna Pohlmann
Corinna Pohlmann (* 1989 in Wuppertal) ist eine deutsche Schauspielerin sowie Musikerin unter dem Pseudonym „Copper“.

## Leben
Pohlmann absolvierte von 2011 bis 2015 eine Schauspielausbildung an der Filmuniversität Babelsberg. Darüber hinaus erhielt sie 2013–2015 Rollenunterricht an der Hochschule für Schauspielkunst „Ernst Busch“ Berlin. Nach Abschluss ihres Studiums arbeitete sie als freie Schauspielerin. 
Sie hatte unter anderem Theaterengagements am Hans Otto Theater in Potsdam (Spielzeit 2013/14), am Berliner Ensemble (Spielzeit 2015/16), bei den Bad Hersfelder Festspielen (2016, 2017 und 2018), am Grenzlandtheater Aachen (2016) und am Prinzregenttheater Bochum (seit 2015). Ab der Spielzeit 2017/18 war Pohlmann bis zum Ende der Spielzeit 2018/19 zwei Jahre festes Ensemblemitglied am E.T.A.-Hoffmann-Theater in Bamberg. Seit Sommer 2019 arbeitet sie als freie Schauspielerin. 2019 gastierte sie erneut bei den Bad Hersfelder Festspielen, diesmal als Frl. Bürstner in Der Prozess von Franz Kafka. In der Spielzeit 2019/20 gastierte sie am Renaissance-Theater Berlin.
Sie war auch in verschiedenen Film- und Fernsehproduktionen (SOKO Köln, Der Staatsanwalt und Lindenstraße) zu sehen. Sie ist unter dem Pseudonym „Copper“ auch als (Soul)-Musikerin tätig. Die Videopremiere ihrer Debütsingle Talking fand im April 2020 statt, die Single Paradise folgte im August 2020 und lief bei Radio Eins, FM1 und Radio Wuppertal.
Pohlmann lebt mittlerweile in Berlin.

## Theaterrollen
- 2005/06: Serena in Fame von Jose Fernandez, Wuppertaler Bühnen (Regie: Corinna Windhoff)
- 2010: Luise in Kabale und Liebe von Friedrich Schiller, Theater der Keller Köln (Regie: Herbert Wandschneider)
- 2013/14: Sängerin in Hoffnung stirbt nicht vor der Trauer von Michael Schenk, Hans-Otto-Theater Potsdam (Regie: Michael Schenk)
- 2014/15: Die schwarze Königin in Kaspar von Peter Handke, Hans-Otto-Theater Potsdam (Regie: Fabian Gerhardt)
- 2015/16: Sina in Schlafe, mein Prinzchen von Franz Wittenbrink, Berliner Ensemble (Regie: Franz Wittenbrink)
- 2015/16: Solveig, Aase, Grüngekleidete, Kapitän in Peer Gynt von Henrik Ibsen, Prinzregenttheater Bochum (Regie: Romy Schmidt)
- 2016: Judith in Helden von Ewald Palmetshofer, Prinzregenttheater Bochum (Regie: Laura Junghanns)
- 2016/17: Abigail in Hexenjagd von Arthur Miller, Bad Hersfelder Festspiele (Regie: Dieter Wedel)
- 2016: Mrs. Curley in Von Mäusen und Menschen von John Steinbeck, Grenzlandtheater Aachen (Regie: Ulrich Wiggers)
- 2017: Die zweite Geige in Kein Licht von Elfriede Jelinek, Prinzregenttheater Bochum (Regie: Daniel Kunze)
- 2017/18: Die Frau in Tender Napalm von Philip Ridley, Prinzregenttheater Bochum (Regie: Frank Weiß)
- 2017: Die Teufelin in Martin Luther – der Anschlag, Bad Hersfelder Festspiele (Regie: Dieter Wedel)
- 2017: Conferenciere in Italienische Nacht, Bad Hersfelder Festspiele (Regie: Christian Schuller)
- 2017/18: Engel/Krankenschwester Emily in Engel in Amerika von Tony Kushner, E.T.A. Hoffmann Theater Bamberg (Regie: Sibylle Broll-Pape)
- 2017/18: Dame im Pelz in Häuptling Abendwind von Johann Nestroy, E.T.A. Hoffmann Theater Bamberg (Regie: Isabel Osthues)
- 2018: Mayer Lehman in Lehman Brothers von Stefano Massini, E.T.A. Hoffmann Theater Bamberg (Regie: Sibylle Broll-Pape)
- 2018: Die Frau in #Augenkontakt. Ein Monolog von Corinna Pohlmann, E.T.A. Hoffmann Theater Bamberg (Regie: Amelie Käßer)
- 2018: Ensemble in Utopia-Was fehlt? von Stefan Otteni/Remsi Al Khalisi, E.T.A. Hoffmann Theater Bamberg (Regie: Stefan Otteni)
- 2018: Ingrid, Grüngekleidete und Trollprinzessin in Peer Gynt von Henrik Ibsen, Bad Hersfelder Festspiele (Regie: Robert Schuster)
- 2018: Zoe in Überfluss Wüste von Robert Wölfl, E.T.A. Hoffmann Theater Bamberg (Regie: Daniel Kunze)
- 2018: Ottilie in Im weißen Rössl, E.T.A. Hoffmann Theater Bamberg (Regie: Sibylle Broll-Pape)
- 2019: Aristokratin, Frau, Diverse in Kreise/Visionen von Joël Pommerat, E.T.A. Hoffmann Theater Bamberg (Regie: Frank Behnke)
- 2019: Felice Bürstner, Sängerin in Der Prozess von Franz Kafka, Bad Hersfelder Festspiele (Regie: Joern Hinkel)
- 2019/20: Janis Joplin in Peace of my heart, diverse Bühnen/Tour (Regie: Nina Lorenz)
- 2020: Sofia in Der Sohn von Florian Zeller, Renaissance-Theater Berlin (Regie: Guntbert Warns)

## Auszeichnungen
- 2014: Jurypreis beim Treffen deutschsprachiger Schauspielschulen in München
- 2016: Nominierung Förderpreis für junge Künstler und Künstlerinnen des Landes NRW
- 2018: Hersfeld-Preis für ihre Darstellung der Ingrid und Trollprinzessin in Peer Gynt

## Filmografie
- 2012: Mindestens bis zum Ende der Straße (Regie: Sabine Bernardi), Kurzfilm
- 2013: Elsas Geheimnis (Regie: Bernadette Kolonko), Kurzfilm
- 2013: Eingabe (Regie: Viktor Brim), Kurzfilm
- 2014: Zusammen (Regie: Edward Berger), Kurzfilm
- 2015: Jenny (Regie: Bodo Fürneisen), Kurzfilm
- 2015: SOKO Köln: Zombie mit Sahne (Regie: Daniel Helfer), Fernsehserie
- 2015: Die Kraft die bleibt (Regie: Chris Miera), Kinofilm
- 2016: Der Staatsanwalt: Tödliche Übernahme (Regie: Martin Kinkel), Fernsehserie
- 2017: Lindenstraße, Fernsehserie
- 2018: SOKO München: Die letzte Hexe (Regie: Michel Guillaume), Fernsehserie
- 2019: Talking (Regie: Sandra Schuck), Musikvideo
- 2019: Jetzt (Regie: Sandra Schuck), Kurzfilm
- 2020: Paradise (Regie: Sandra Schuck), Musikvideo